# Litoria personata
Litoria personata és una espècie de granota de la família dels hílids. Aquesta espècie endèmica d'Australia s'ha reportat a l'oest de la Terra d'Arnhem, al Territori del Nord, en una àrea d'aproximadament 14,000 km². Es troba en altituds baixes. Tot i la seva distribució reduïda, les seves poblacions es mantenen estables.
Habita en boscos oberts, zones arbrades i prats. Sovint es refugia sota les pedres i en esquerdes entre les roques; durant l'estació humida es pot trobar en basses permanents i temporals. Durant l'estació seca es troba entre els joncs i arbustos que envolten corrents d'aigua permanents. Els mascles canten des de novembre fins a gener des de posicions exposades a les roques. La reproducció té lloc en basses i esquerdes de roques.